# Municipio de Cut Off
El municipio de Cut Off (en inglés: Cut Off Township) es un municipio ubicado en el condado de Miller en el estado estadounidense de Arkansas. En el año 2010 tenía una población de 78 habitantes y una densidad poblacional de 0,63 personas por km².

## Geografía
El municipio de Cut Off se encuentra ubicado en las coordenadas 33°13′36″N 93°46′28″O / 33.22667, -93.77444. Según la Oficina del Censo de los Estados Unidos, el municipio tiene una superficie total de 122.87 km², de la cual 114,82 km² corresponden a tierra firme y (6,55 %) 8,05 km² es agua.

## Demografía
Según el censo de 2010, había 78 personas residiendo en el municipio de Cut Off. La densidad de población era de 0,63 hab./km². De los 78 habitantes, el municipio de Cut Off estaba compuesto por el 91,03 % blancos, el 2,56 % eran afroamericanos, el 3,85 % eran amerindios, el 2,56 % eran de otras razas. Del total de la población el 2,56 % eran hispanos o latinos de cualquier raza.